# 醍醐猛夫
醍醐 猛夫（だいご たけお、1938年11月15日 - 2019年12月11日）は、東京都北区出身のプロ野球選手（捕手）・コーチ・監督、解説者。
2001年から2002年までの登録名は醍醐 猛男（読みは同じ）。
5つ違いの弟・俊光も国鉄→サンケイに在籍した元プロ野球選手（投手）であった。息子・象器は東京医科大学理事長付参与を務め、生前は親子で日本ティーボール協会の役員を務めていた。

## 経歴

### プロ入り前
早稲田実業では1年次の1954年から捕手として活躍し、同年の秋季関東大会都予選では決勝に進むが、高林恒夫を擁する立教高に惜敗。2年次の1955年には夏の甲子園都予選で準決勝へ進出するが、エースで4番の並木輝男を擁する日大三高に9回逆転サヨナラ負けを喫する。3年次の1956年には1年生で外野手兼控え投手の王貞治とバッテリーを組み、夏の都予選では王が新宿高戦でノーヒットノーランを達成するなどの好投もあって勝ち進む。準決勝では村田元一を擁する明治高戦に2-1で辛勝したが、決勝では伏兵の成蹊高に13-1で大勝。同期の徳武定之と共にクリーンアップを打ち、捕手・3番打者として夏の甲子園本大会に出場。1回戦で新宮高を破って2回戦に進出するが、大会ナンバーワン左腕の清沢忠彦を擁する県岐阜商に抑えられ敗退。

### 現役時代
高校卒業後の1957年に毎日オリオンズへ入団し、1年目から沼澤康一郎、早実の先輩である佃明忠、鵜飼昭雪を差し置いて正捕手に定着。3月31日の西鉄戦（平和台）で9回裏に初出場を果たすと、4月8日の南海戦（後楽園）では初めて先発マスクを被って山根俊英の完投勝利をアシストし、8回裏に東実から適時三塁打を放って初安打・初打点を記録。5月30日の近鉄戦ダブルヘッダー第1試合（大阪）で8回表に吹田俊明から初本塁打となる2ラン本塁打を放つと、第2試合でも黒田勉から1日2試合連続本塁打を記録。第1号を放った時の試合は、1回裏に病気明けの毎日先発・江崎照雄から小玉明利、戸口天従の適時打、大石雅昭の犠飛でいきなり3点を先制され、さらに5回裏と6回裏にも追加点を許し、近鉄の一方的なペースで試合は進み、ようやく8回表に近鉄先発・吹田から醍醐が2ラン本塁打を放ち反撃したが、その裏さらに2点を追加され万事休す。吹田に完投勝利を許し2対7で敗れたが、第2試合は勝利に貢献した。10月3日の西鉄戦（後楽園）では稲尾和久から勝ち越し適時打を放ってチームの勝利に貢献し、稲尾の連勝記録を20でストップさせた。この試合で醍醐は8回裏1死一、二塁、1-1のタイスコアの場面でカウント2-1と追い込まれたが、稲尾が投じた4球目のシュートに反応した。醍醐曰く「真っ直ぐだと思ってフルスイングした」が、確かにシュートはしたものの、連投続きの稲尾のボールは、6回からリリーフに立った時からキレがなく、回を追うごとに変化球が甘く入るようになっていた。醍醐へのウイニングショットもキレはなく、真ん中付近にきた打球は中西太・豊田泰光の三遊間を真っ二つに割った左前打になり、二塁走者の葛城隆雄が疾走して本塁を陥れた。新人捕手の殊勲打でチームは4連敗中であった稲尾の攻略と逆転に成功し、試合後に別当薫監督は「醍醐?よく打ってくれた。稲尾の球威がいつもほどではないにしても追い込まれてからだからね。まだ新人だけど、しぶといよ」と、してやったりの顔でベタ褒めした。この年は左腕の小野正一が26勝を挙げたが、19歳の醍醐は好リードで小野をサポートした。1年目から113試合に出場したが、高卒1年目に100試合以上マスクを被ったのは、1950年の山下健と史上2人しかいない。
1959年には打撃不振もあって谷本稔に正捕手の座を奪われるが、8月22日の南海戦（夕張鹿谷）で杉浦忠の連勝を12でストップさせると、9月30日の近鉄戦（後楽園）では5回裏に後藤修ー村田康一バッテリーから初盗塁を決める。
1960年には10年ぶりのリーグ優勝に貢献するが、大洋との日本シリーズでは出場機会がなかった。1961年には中日の監督から現役復帰した杉下茂が加入しているが、杉下が遊び半分で投げたフォークボールを取り損なって顎を損傷し、突き指もして、大きく指が曲がってしまった 。杉下は引退後、プロ野球OB会などで醍醐と顔を合わせるたびに「杉さん、この指見てよ。曲がったままだよ」と言われたという。同年からは代打での起用も多くなったが、1964年には正捕手の座を奪還し、規定打席不足ながら自己最高の打率.273を記録。
1965年には谷本の阪神移籍で不動の正捕手となり、自身初の全試合出場で規定打席にも到達（23位、打率.248）して自己最多の15本塁打を放った。オールスターゲームにも初めて選出され、1966年には2年連続全試合出場。1967年4月8日に行われた開幕戦の南海戦（大阪）で1000試合出場を達成し、1968年と1969年には2年連続でオールスターに出場。1970年には10年ぶりのリーグ優勝に貢献し、10月19日の近鉄戦（日生）では8回表に得津高宏の代打で1500試合出場を達成。巨人との日本シリーズでは全5戦で先発マスクを被るが、1勝4敗で巨人のV6を許す。
1971年には6月15日の南海戦（東京）で8回裏にサッド・ティロットソンから1000安打を達成したが、試合中に南海のドン・ブレイザーヘッドコーチと先発のティロットソンが大喧嘩する騒ぎがあった。理由は些細なことであり、ティロットソンがロッテ打線に無死から4連打を食らった際にブレイザーがマウンドに行き、「このボールを醍醐にやれ」と言った。頭に血がのぼっていたティロットソンはブレイザーの説明をすべて聞く前に「いやだ。このボールは投げやすいんだ。変えたくない」と言い張り、「1000本目なんだ」と言っても聞かなかったので、結局、ブレイザーはそのボールを強引に奪い取った。その後に交代となったティロットソンはベンチに戻ると、ブレイザーにつかみかからんばかりの勢いでまくし立て、周囲のコーチが必死で止め、やっと収まった。後でティロットソンは「1000本目という意味が分からなかった。分かっていたら、すぐ渡した」と神妙な顔をし、ブレイザーにも謝罪している。7月3日から4日にかけては東映戦（後楽園）で2試合にまたがり、杉田久雄・尾崎行雄・金田留広からプロ野球タイ記録の4打席連続本塁打を放ち、「これで王にも少しは近づいた記録ができた」と喜んだ。同年は前半戦の活躍もあってオールスターに2年ぶり4度目の出場も果たしたほか、6年ぶりとなる2桁本塁打となる10本塁打も記録。
リーグを代表する柔らかいキャッチング技術で投手陣から「的が大きい」と好評で信頼され、打撃も荒いものの大物打ちで勝負強かったが、1973年には村上公康に正捕手のポジションを奪われ、榊親一の台頭もあって3番手捕手となる。この頃から肩の衰えをリードでカバーし、現役最古参で選手達から兄貴的な存在となり、バッテリーを組んだ八木沢荘六も「頭が良い人で、とても投げやすかった。配球も全部任せっきり。兄貴みたいだった」と語っている。
1974年には一軍バッテリーコーチを兼任し、金田正一監督からは投手起用を任され、4年ぶりのリーグ優勝と24年ぶりの日本一に貢献。中日との日本シリーズでは10月16日の第1戦（中日）に1番・遊撃手の偵察で出場し、ほぼコーチ専任で出場がなくなった1975年限りで現役を引退。

### 引退後
引退後もオリオンズ（川崎）→マリーンズ（千葉）とロッテ一筋に二軍監督（1976年, 1991年 - 1994年, 2002年）、一軍バッテリーコーチ（1977年 - 1979年, 1984年 - 1986年, 1995年）、ヘッドコーチ（2001年）、スカウト（1987年）→スカウト部長（1988年 - 1990年）を歴任。監督・コーチ業の合間を縫って、テレビ埼玉「ライオンズアワー・ヒットナイター」解説者（1980年 - 1983年）、パドレス極東地区担当スカウト（1998年 - 2000年）も務めた。
コーチ1期目と2期目にはレロン・リーの打撃投手をいつも務め、1期目は1977年の後期優勝に貢献するも、山内一弘監督との対立で辞任。
テレビ埼玉解説者時代に西武の野球をじっくり見続けて分析し、1981年オフには契約を1年残して退団した山内の後任監督候補に挙がった。2期目は稲尾監督、佐藤道郎一軍投手コーチとのトロイカ体制で弱体投手陣の建て直しに成功。
スカウト時代は小宮山悟・小林至を担当し、小池秀郎の入団交渉にも当たった。小池の父親は醍醐の人柄に惹かれ、入団拒否の姿勢を貫く小池に一度、真剣な顔で「あんなにいい人がいるのになんで拒否するんだ」と言った。
二軍監督2期目には内野の経験がない大塚明を遊撃手で育てようと我慢強く起用し、エラーばかりで守備では足を引っ張ってばかりの大塚を「お前さんの長所はバッティングだ、打てるショートとして期待してるから、少々のエラーは気にするな。思い切ってやれ!」といつも励ましたほか、後に外野手転向を勧めた。投手として入団したものの、肩と肘を痛め、投球も出来ない日々を送っていた1年目の福浦和也に野手転向を勧めた。
コーチ3期目にはアメリカ・カリフォルニアリーグへの野球留学に大村巌、立川隆史らを連れていくため、オープン戦が終わると、米国へ旅立った。ボビー・バレンタイン監督から頼りにされたが、開幕直前に二軍に回され、醍醐の持っている情報を当てにしていたバレンタインは愕然とした。
勉強家で現場から離れた時期には「何かの役に立つかもしれない」と心理学の学校に3年間（1996年 - 1998年）も通い、パドレススカウト時代には仙台工を出た吉田修章投手をルーキーリーグに送り込んだ。
豊島区で在宅介護支援デイケア「有限会社あさくらケアハウス」の代表取締役として経営に関わる傍ら 、ワールド・ハイビジョン・チャンネル「TwellV プロ野球中継」解説者・全国野球振興会常務理事としても活動していた。
2019年12月11日、急性骨髄性白血病のため死去。81歳没。通夜は同16日午後6時、葬儀は翌17日午前11時30分から文京区大塚の護国寺で営まれた。戒名は大報院貴要猛勝居士（だいほういんきようみょうしょうこし）。王、八木沢、小宮山、大塚、大村、袴田英利、平井光親ら約400人が参列した。

## エピソード
- 選手として毎日、大毎、東京、ロッテの歴代オリオンズ全てに在籍した人物は醍醐と榎本喜八の2名のみである。
  - 醍醐は榎本について、「ボテボテでも、テキサスでも、4打数4安打なら誰でも喜びますよね。ビールでも飲んでツキを祝うんだけど、榎本さんは違うんですね。部屋の中でグリップを握って、じっと考え込んでいるんですよ。『どうして打てなかったんだろう』と言って。打てないと言っても4の4なんですよ」と語っている[28]。
  - オリオンズが関西へ遠征したその晩に有藤通世や山崎裕之と麻雀を打ち終えて部屋に戻ると、ルームメイトの榎本が居なかった。榎本は結局、深夜の3時頃に帰ってきた。翌朝、醍醐が有藤と顔を合わせると、有藤は「参った、参った」と連発する。訊くと、部屋に戻った有藤と山崎を、榎本が待ちかまえ、バッティングのコーチをしてくれたという。しかし、有藤と山崎には榎本の言っている打撃理論がどうしても理解できず、有藤は醍醐に「剣道の達人の話を聞いているみたいだった」と語った[28]。
  - 醍醐は早実時代からの2年先輩である榎本のことを尊敬しており、引退後の1970年代に「今でも、榎本さんを笑い草にする若い選手がいるが、そんなのを見ると張り飛ばしたくなりますよ。榎本さんがどれほどの打者だったか、おまえたちは知っているのかと怒鳴りたくなります」と語っている[28]。
- 苗字は漢字の画数が多い文字であったため、後楽園球場の電光掲示板や東京スタジアムのスコアボードでは片仮名で「ダイゴ」と表記されていた[29]。後楽園では1970年の使用開始当初こそ漢字で表記されていたが、視認性を考慮して引退直前の頃は片仮名表記に変更されていた。なお、改築前の手書き時代は漢字表記であった。
- 東京スタジアムのロッカールームではジョージ・アルトマンと隣席で、アルトマンと小遣いを出し合って冷蔵庫を置き、醍醐は後に「試合後に火照った身体を癒すビールやコーラがおいしかった」と振り返っている[30]。
- 鈴木孝政が小学6年時に東京スタジアムに初めて野球観戦に行った際に、鈴木がバックネットの金網に手をかけてオリオンズの練習を見ていると、通りかかった醍醐から「危ないよ、怪我するからね」と言われた。後年、鈴木がプロ入りして中日の投手になり、シーズンオフのイベントで醍醐に逢った際に東京スタジアムでの出来事を話したら、醍醐から「覚えているよ、あの時の子か」と驚かれたという[30]。
- 醍醐は東京スタジアムについて、「トレーナー室や医務室、きれいな食堂もあって、でも、一番心が和んだのはロッカールームです。すごく広くて、深く座れた。後楽園や神宮は狭くて隣ともぶつかって、着替えるのもせわしかった。東京スタジアムは試合前にゆっくりできる場所でした」と振り返っている。スタンドには大映所属のスターがよく来ており、京マチ子を何度か見ている[30]。

## 詳細情報

### 年度別打撃成績
| 年 度      | 球 団                 | 試 合 | 打 席 | 打 数 | 得 点 | 安 打 | 二 塁 打 | 三 塁 打 | 本 塁 打 | 塁 打 | 打 点 | 盗 塁 | 盗 塁 死 | 犠 打 | 犠 飛 | 四 球 | 敬 遠 | 死 球 | 三 振 | 併 殺 打 | 打 率 | 出 塁 率 | 長 打 率 | O P S |
| ---------- | --------------------- | ----- | ----- | ----- | ----- | ----- | -------- | -------- | -------- | ----- | ----- | ----- | -------- | ----- | ----- | ----- | ----- | ----- | ----- | -------- | ----- | -------- | -------- | ----- |
| 1957       | 毎日 大毎 東京 ロッテ | 113   | 322   | 298   | 20    | 68    | 8        | 3        | 4        | 94    | 23    | 0     | 1        | 6     | 1     | 16    | 2     | 1     | 49    | 6        | .228  | .270     | .315     | .585  |
| 1958       | 毎日 大毎 東京 ロッテ | 92    | 273   | 252   | 10    | 48    | 8        | 1        | 0        | 58    | 11    | 0     | 1        | 2     | 0     | 19    | 1     | 0     | 43    | 7        | .190  | .247     | .230     | .477  |
| 1959       | 毎日 大毎 東京 ロッテ | 85    | 189   | 169   | 15    | 35    | 4        | 2        | 4        | 55    | 23    | 1     | 0        | 2     | 0     | 16    | 0     | 2     | 50    | 3        | .207  | .283     | .325     | .609  |
| 1960       | 毎日 大毎 東京 ロッテ | 86    | 189   | 181   | 8     | 37    | 6        | 1        | 3        | 54    | 13    | 2     | 0        | 1     | 1     | 4     | 0     | 2     | 53    | 5        | .204  | .230     | .298     | .528  |
| 1961       | 毎日 大毎 東京 ロッテ | 53    | 102   | 95    | 5     | 17    | 3        | 0        | 0        | 20    | 6     | 0     | 0        | 0     | 2     | 4     | 0     | 1     | 24    | 5        | .179  | .220     | .211     | .431  |
| 1962       | 毎日 大毎 東京 ロッテ | 67    | 135   | 126   | 12    | 31    | 6        | 1        | 2        | 45    | 15    | 0     | 0        | 0     | 0     | 7     | 1     | 2     | 33    | 3        | .246  | .296     | .357     | .653  |
| 1963       | 毎日 大毎 東京 ロッテ | 112   | 196   | 188   | 14    | 50    | 10       | 2        | 2        | 70    | 14    | 0     | 2        | 0     | 1     | 5     | 0     | 2     | 29    | 3        | .266  | .292     | .372     | .665  |
| 1964       | 毎日 大毎 東京 ロッテ | 117   | 422   | 395   | 30    | 108   | 13       | 2        | 5        | 140   | 44    | 5     | 2        | 9     | 3     | 13    | 3     | 2     | 48    | 13       | .273  | .300     | .354     | .654  |
| 1965       | 毎日 大毎 東京 ロッテ | 140   | 539   | 505   | 42    | 125   | 17       | 2        | 15       | 191   | 56    | 5     | 4        | 4     | 2     | 24    | 6     | 4     | 75    | 12       | .248  | .287     | .378     | .665  |
| 1966       | 毎日 大毎 東京 ロッテ | 134   | 497   | 464   | 32    | 99    | 11       | 3        | 6        | 134   | 45    | 8     | 7        | 4     | 3     | 24    | 2     | 2     | 60    | 8        | .213  | .255     | .289     | .544  |
| 1967       | 毎日 大毎 東京 ロッテ | 124   | 374   | 345   | 24    | 75    | 11       | 1        | 2        | 94    | 26    | 0     | 2        | 4     | 3     | 21    | 2     | 1     | 48    | 5        | .217  | .264     | .272     | .537  |
| 1968       | 毎日 大毎 東京 ロッテ | 123   | 376   | 348   | 23    | 73    | 9        | 0        | 8        | 106   | 32    | 3     | 3        | 6     | 0     | 20    | 8     | 2     | 51    | 10       | .210  | .257     | .305     | .561  |
| 1969       | 毎日 大毎 東京 ロッテ | 130   | 436   | 408   | 31    | 107   | 14       | 1        | 9        | 150   | 47    | 6     | 4        | 6     | 6     | 14    | 2     | 2     | 37    | 10       | .262  | .290     | .368     | .658  |
| 1970       | 毎日 大毎 東京 ロッテ | 127   | 435   | 385   | 33    | 93    | 8        | 1        | 5        | 118   | 49    | 5     | 8        | 8     | 9     | 32    | 2     | 1     | 50    | 6        | .242  | .301     | .306     | .608  |
| 1971       | 毎日 大毎 東京 ロッテ | 124   | 449   | 415   | 50    | 111   | 21       | 0        | 10       | 162   | 42    | 13    | 4        | 3     | 5     | 22    | 4     | 4     | 56    | 6        | .267  | .311     | .390     | .701  |
| 1972       | 毎日 大毎 東京 ロッテ | 70    | 205   | 186   | 13    | 39    | 4        | 0        | 5        | 58    | 15    | 0     | 2        | 0     | 0     | 17    | 4     | 2     | 39    | 10       | .210  | .283     | .312     | .595  |
| 1973       | 毎日 大毎 東京 ロッテ | 45    | 40    | 40    | 1     | 8     | 0        | 0        | 1        | 11    | 6     | 0     | 0        | 0     | 0     | 0     | 0     | 0     | 7     | 1        | .200  | .200     | .275     | .475  |
| 1974       | 毎日 大毎 東京 ロッテ | 33    | 47    | 43    | 3     | 8     | 2        | 0        | 0        | 10    | 5     | 2     | 0        | 1     | 0     | 3     | 0     | 0     | 6     | 1        | .186  | .239     | .233     | .472  |
| 通算：18年 | 通算：18年            | 1775  | 5226  | 4843  | 366   | 1132  | 155      | 20       | 81       | 1570  | 472   | 50    | 40       | 56    | 36    | 261   | 37    | 30    | 758   | 114      | .234  | .277     | .324     | .601  |

- 各年度の太字はリーグ最高
- 毎日（毎日オリオンズ）は、1958年に大毎（毎日大映オリオンズ）に、1964年に東京（東京オリオンズ）に、1969年にロッテ（ロッテオリオンズ）に球団名を変更

### 記録
初記録
- 初出場：1957年3月31日、対西鉄ライオンズ3回戦（平和台球場）、9回裏に捕手で出場
- 初先発出場：1957年4月8日、対南海ホークス3回戦（後楽園球場）、8番・捕手で先発出場
- 初安打・初打点：同上、8回裏に東実から適時三塁打
- 初本塁打：1957年5月30日、対近鉄パールス7回戦（大阪スタヂアム）、8回表に吹田俊明から2ラン
- 初盗塁：1959年9月30日、対近鉄バファロー26回戦（後楽園球場）、5回裏に二盗（投手：後藤修、捕手：村田康一）

節目の記録
- 1000試合出場：1967年4月8日、対南海ホークス1回戦（大阪スタヂアム）、7番・捕手で先発出場 ※史上121人目
- 1500試合出場：1970年10月19日、対近鉄バファローズ26回戦（日生球場）、8回表に得津高宏の代打で出場 ※史上36人目
- 1000安打：1971年6月15日、対南海ホークス8回戦（東京スタジアム）、8回裏にサッド・ティロットソンから中前安打 ※史上77人目

その他の記録
- 4打席連続本塁打：1971年7月3日 - 4日 ※史上4人目、歴代2位タイ[31]
- 4打数連続本塁打：同上 ※史上4人目、歴代2位タイ[31]
- オールスターゲーム出場：4回（1965年、1968年、1969年、1971年）

### 背番号
- 24 （1957年 - 1975年）
- 88 （1976年 - 1979年）
- 74 （1984年 - 1986年）
- 71 （1991年 - 1994年）
- 82 （1995年、2001年 - 2002年）